# Людиново
Людиново (на руски: Людиново) е град в Русия, административен център на Людиновски район, Калужка област. Населението на града през 2010 година е 41 127 души.

## История
За пръв път селището е споменато през 1629 г. По-късно то става индустриален център и през 1938 година получава статут на град.

## География
Градът е разположен на брега на река Неполот. Людиново се намира на 65 км северно от Брянск и на 188 км югозападно от Калуга. В близост минава коритото на река Болва.